# Samtgemeinde Asse

Lage der Samtgemeinde im Landkreis Wolfenbüttel

In der Samtgemeinde Asse aus dem niedersächsischen Landkreis Wolfenbüttel hatten sich sieben Gemeinden zur Erledigung ihrer Verwaltungsgeschäfte zusammengeschlossen.
Am 5. Oktober 2011 wurde ein Zukunftsvertrag mit dem Land Niedersachsen geschlossen, der eine Fusion mit der Samtgemeinde Schöppenstedt zur Samtgemeinde Elm-Asse zum 1. Januar 2015 vorgesehen hatte. Im Rahmen dieses Zukunftsvertrages übernimmt das Land 75 Prozent der Kassenkredite der beiden fusionierenden Samtgemeinden.

## Geographie

### Samtgemeindegliederung
- Denkte
- Hedeper
- Kissenbrück
- Remlingen
- Roklum
- Semmenstedt
- Wittmar

## Politik

### Samtgemeinderat
- SPD: 14 Sitze (56,88 %)
- CDU: 11 Sitze (39,64 %)
- Grüne: 1 Sitz (2,29 %)

Letzte Samtgemeindebürgermeisterin war Regina Bollmeier (SPD).